# Anteosauria
Clade
Taxons de rang inférieur
- † Admetophoneus
- † Anteosauridae

Les antéosaures (Anteosauria) forment un clade de thérapsides dinocéphales carnivores ayant vécu durant le Permien moyen, il y a entre 270 et 260 millions d'années et dont les restes fossiles ont été découverts en Afrique du Sud, en Russie, en Chine et au Brésil.